# مسماك

استخدام المسماك, وشرح طريقة أخذ القياس.

المِسمَاك أو القدمة الفكية أو فرجار الثُّخن وأتى الاسم من شكلها المشابه للقدم. وتسمى أيضًا بياكوليس وهذا الاسم من (بالفرنسية: Pied à coulisse) أي القدمة ذات المنزلق. وهي أداة قياس تستخدم لقياس البعد (السُمك) بين سطحين متوازيين، وقطر الأسطوانات التي يصل قطرها إلى 40 سم تقريبا (في هذه الحالة تستعمل القدمة الكبيرة بطول الفك 20 سم، حيث يتحدد حد القياس بعمق وطول فكي القدمة)، كما تقيس أيضأ القطر الداخلي للاسطوانات، وعمق الثقوب. وهي دقيقة جدًا، تصل دقتها 0٫1 مليمتر. ويوجد منها البسيط والإلكتروني.
تسمح القدمة ذات الورنية بالقياس بدقة بين 0٫01 مليمتر و0٫2 مليمتر ؛ وهذا يعتمد على طول المسافة المقاسة والاستهلاك وكثرة الاستخدام.
وتستعمل القدمة كثيرا في الصناعات المعدنية والخشبية.

## الوصف
تتكون القدمة ذات الورنية من مسطرة مدرجة بالمليمتر ويكون أحد أطرافها على شكل فك معدني منتظم. وتحتضن المسطرة الأساسية مسطرة ثانية قصيرة مدرجة بعلامات عرضها 0٫98 من المليمتر ومثبت بها الفك الثاني. عند إجراء قياس قطعة توضع القطعة بين فكي القدمة وتنزلق المسطرة القصيرة على المسطرة الطويلة حتى يمسك الفكان القطعة المراد قياسها. تحدد قراءة المسطرة الطويلة السمك بالمليمتر، وتحدد قراءة المسطرة القصيرة أجزاء المليمتر. ويتحدد قراءة جزء المليمتر عند خطي التقسيمين اللذان يكونان على خط واحد (ويوضح الرسم الجانبي طريقة قراءة الجزء من المليمتر). وتصل دقة القراءة 0٫02 مليمتر. ولقياس البعد بين السطوح الداخلية، زودت القدمة الثابتة والمنزلقة بفكين آخرين أصغر ولكنهما متعاكسين.
كما يمكن قياس عمق الثقوب في الأجزاء المعدنية أو الخشبية باستخدام الساق الرفيعة المرتبطة بالفك المتحرك وتنزلق على ظهر المسطرة الأساسية، وتوافق بداية الساق حد المسطرة الأساسية في الوضعية الصفرية.
تقيس القدمة ذات الورنية الحديثة ثلاثة أنواع من الأبعاد:
1. الأبعاد الخارجية، والسُمك، والقطر لقطعة ما؛
2. الأبعاد الداخلية للقطعة ما أو القطر الداخلي للأنابيب والمواسير ؛
3. عمق أو ارتفاع قطعة موضوعة على سطح، أو عمق ثقب في قطعة ما.

### القدمة ذات الورنية الإلكترونية

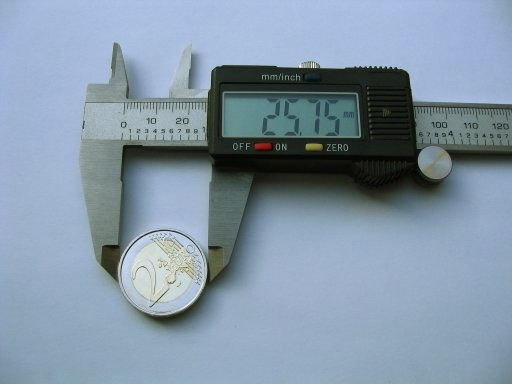
قدمة ذات ورنية إلكترونية رقمية.

تظهر القدمة ذات الورنية الإلكترونية القراءة مباشرة بفضل شاشة كرستال سائل مثبتة على الفك المتحرك. تعتمد قراءة القدمة على مقياس الجهد الانزلاقي الخطي.
ومن المزايا الرئيسية للقدمة الإلكترونية:
- القراءة مباشرة بدقة ± 0.02 مم؛
- تصفير المؤشر (إعادته إلى الصفر) من أي وضعية للفك المتحرك؛
- تسجيل للقراءات عن طريق وصلة آر إس 232 (RS232) لإجراء الإحصاء أو أشياء أخرى.

## الاستخدام

طريقة استخدام القدمة ذات الورنية

يثبت الجسم المراد قياس سمكه بين فكي القدمة. وتتم عملية قراءة قياس القدمة ذات الورنية على مرحلتين أساسيتين:
1. ننظر إلى ورنية القياس عند موقع الصفر ونقرأ العدد الذي على يساره والمسجل على مسطرة القياس الرئيسي. نسجل قيمه القراءة (A) بالمليمترات الصحيحة.
2. ننظر ابتداءً من صفر الورنية ونحدد أول تطابق تام بين تدريج المسطرة والورنية، ثم نقرأ عدد تدريجات الورنية عند تطابق تدريج المسطرة وتدريج الورنية (دائما هناك خط واحد فقط)، يعطي هذا العدد القيمة على جانب العلامة العشرية (كوما) (B) بأجزاء المليمتر.

يكون حاصل جمع قيمة (A) وقيمة (B) نتيجة قيمة القياس على جهاز القدمة ذات الورنية.

## روابط خارجية
- الصفحة الإلكترونية لمادة القياسات - د. محمد أحمد عيشوني
- جهاز القدمة ذات الورنية من جامعة (SMU) بالولايات المتحدة
- جهاز القدمة ذات الورنية من جامعة تورانتو بكندا
- تدريب تفاعلي على قراءة القياس على القدمة ذات الورنية
- تدريب تفاعلي على قراءة القياس على القدمة ذات الورنية من الجامعة الوطنية بتايوان